# Анархо-синдикалістський ухил в РКП(б)
Ана́рхо-синдикалі́стський у́хил в РКП(б) — ухил, що виявився в 1920—21 в результаті тиску дрібнобурж. стихії на робітничий клас і його партію в період переходу від війни до миру і зв'язаних з цим труднощів. Виразником ухилу була антипартійна група «робітнича опозиція» на чолі з Шляпниковим, яка виступила з антиленінською платформою під час профспілкової дискусії. «Робітнича опозиція» протиставила профспілки партії і Рад. державі, заперечувала роль Комуністичної партії як найвищої форми класової організації пролетаріату, виступала за передачу держ. функції управління народ. господарством «з'їздові виробників». Платформа «робітничої опозиції» звелась до підриву керівної ролі партії в системі диктатури пролетаріату, ослаблення Рад. держави і самої диктатури пролетаріату. Протиставивши ленінським принципам демократичного централізму вимоги свободи фракцій і угруповань в партії, «робітнича опозиція» прагнула шляхом демагогічних фраз про «повну» демократію підірвати єдність партійних рядів.
Комуністична партія на чолі з В. І. Леніном викрила синдикалістський ухил у партії. Гостра і непримиренна боротьба з анархо-синдикалістським ухилом розгорнулась в парт. організаціях України, особливо в Донецькій і Харківській, де представники «робітничої опозиції» намагались відстояти свою шкідливу платформу, блокуючись з троцькістами і «децистами». КП(б)У засудила антиленінські платформи і схвалила тези ЦК РКП(б) «Про роль і завдання профспілок». Велику допомогу комуністам України в боротьбі з «робітничою опозицією» подали ЦК РКП(б) і особисто В. І. Ленін. X з'їзд партії ідейно і політично розгромив фракційну групу «робітничої опозиції». В спеціальній резолюції «Про синдикалістський і анархістський ухил в нашій партії», яка була написана В. І. Леніном, з'їзд вказав, що ідеї, які лежать в основі платформи «робітничої опозиції», свідчать про повний розрив з марксизмом і комунізмом, служать інтересам дрібної буржуазії, що погляди «робітничої опозиції» «…практично ослабляють витриману керівну лінію Комуністичної партії і на ділі допомагають класовим ворогам пролетарської революції». З'їзд визнав пропаганду ідей анархо-синдикалістського ухилу несумісною з належністю до Комуністичної партії і закликав партію повести непримиренну боротьбу з цим ухилом. Більшовики України одностайно підтримали В. І. Леніна, рішення X з'їзду партії, рішуче виступили проти анархо-синдикалізму. Боротьба партії проти анархо-синдикалістського ухилу завершилась остаточним розгромом залишків «робітничої опозиції» і перемогою марксизму-ленінізму.